# Єдинак Олексій Миколайович
Олексій Миколайович Єдинак (12 листопада 1938, с. Єлизаветовка, нині Дондюшанського району, Молдова) — вчений у галузі медицини. Доктор медичних наук (1987), професор (1988). Заслужений винахідник України (1986).

## Життєпис
Закінчив Чернівецький медичний інститут (1963, нині університет). Від 1974 року працює на кафедрі травматології, ортопедії та військово-польової хірургії Тернопільського медичного інституту (нині Тернопільський державний медичний університет імені І. Я. Горбачевського), у 1986—? — завідувач цією кафедрою.
Обґрунтував і апробував концепцію «ідеального остеосинтезу».
Автор понад 160 наукових праць, має близько 100 винаходів.